# Stefan Olszowski

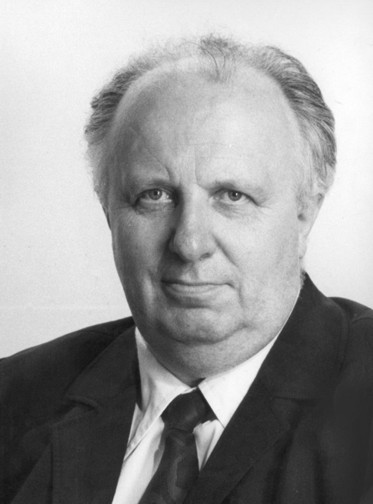
Stefan Olszowski (1981)

Stefan Michał Olszowski (* 28. August 1931 in Toruń; † 19. Dezember 2023) war ein Politiker in der Volksrepublik Polen, der unter anderem von 1968 bis 1971 sowie erneut zwischen 1976 und 1982 Sekretär des Zentralkomitees der Polnischen Vereinigten Arbeiterpartei (Polska Zjednoczona Partia Robotnicza, PZPR) sowie zugleich von 1970 bis 1985 Mitglied des Politbüros des ZK war. Darüber hinaus bekleidete er zwischen 1971 und 1976 sowie abermals von 1982 bis 1985 das Amt des Außenministers. In seiner ersten Amtszeit als Außenminister war er insbesondere für die Umsetzung des Warschauer Vertrages und die Beziehungen zur Bundesrepublik Deutschland verantwortlich. Nach den August-Streiks 1980 in Polen vertrat er einen harten, reformfeindlichen Kurs gegenüber der von Lech Wałęsa geführten Gewerkschaft Solidarność und galt zeitweise als möglicher Kandidat für das Amt des Ersten Sekretärs des ZK der PZPR, unterlag im parteiinternen Machtkampf jedoch Wojciech Jaruzelski. 1986 wanderte er in die USA aus. Er starb am 19. Dezember 2023 im Alter von 92 Jahren und war somit der letzte lebende Außenminister der Volksrepublik Polen.

## Leben

### Studium, Parteifunktionär und Politbüromitglied
Olszowski absolvierte nach dem Schulbesuch ein Studium der polnischen Philologie an der Universität Łódź und engagierte sich während des Studiums in der Union der polnischen Jugend (Związek Młodzieży Polskiej, ZMP), des Jugendverbandes der PZPR, sowie in der 1950 gegründeten Polnischen Studentenvereinigung (Zrzeszenie Studentów Polskich, ZSP). 1952 wurde er Mitglied der Polnischen Vereinigten Arbeiterpartei und war nach Abschluss des Studiums zunächst als Lehrer tätig, ehe er von 1956 bis 1960 Vorsitzender des Zentralrates der Polnischen Studentenvereinigung ZSP war. Im März 1960 übernahm er den Posten eines Sekretärs des PZPR-Komitees der Woiwodschaft Posen und wurde im Anschluss 1963 Leiter der Presseabteilung des ZK der PZPR.
Auf dem IV. Parteitag (15.–20. Juni 1964) wurde Olszowski zum Mitglied des ZK der PZPR gewählt. Er übernahm nach dem V. Parteitag (11.–16. November 1968) den Posten eines Sekretärs des ZK der PZPR und bekleidete diesen zunächst bis Dezember 1971. Darüber hinaus wurde er als Unterstützer des damaligen neuen Ersten Sekretärs des ZK Edward Gierek im Dezember 1970 damals jüngstes Mitglied des Politbüros des ZK und gehörte diesem obersten Gremium der PZPR bis 1985 an.

### Außenminister 1971 bis 1976 und die deutsche Ostpolitik

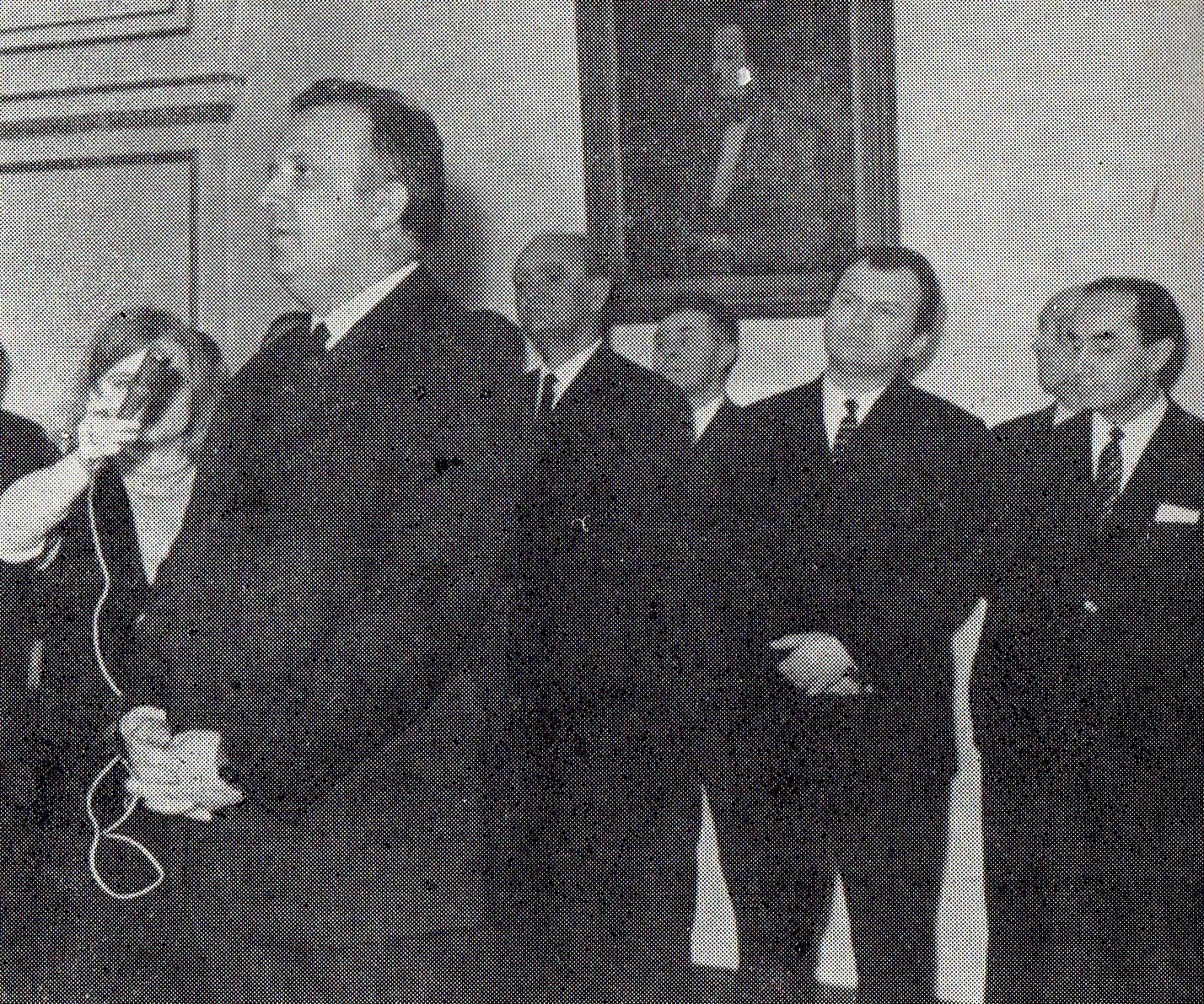
Olszowski bei einer Rede zum 25. Jubiläum der sozialpolitischen Zeitschrift Głos Wielkopolski in Posen (16. Februar 1970)

Am 22. Dezember 1971 wurde er als Nachfolger von Stefan Jędrychowski erstmals Außenminister (Minister spraw zagranicznych) und übte dieses Amt bis Amt bis zum 2. Dezember 1976 aus, woraufhin er durch Emil Wojtaszek abgelöst wurde. Seine erste Amtszeit war geprägt von der Umsetzung des am 7. Dezember 1970 unterschriebenen und am 17. Mai 1972 vom Deutschen Bundestag ratifizierten Vertrages zwischen der Bundesrepublik Deutschland und der Volksrepublik Polen über die Grundlagen der Normalisierung ihrer gegenseitigen Beziehungen. In diesem sogenannten „Warschauer Vertrag“ sicherte die Bundesrepublik die auf der Potsdamer Konferenz zwischen den Hauptsiegermächten vereinbarte Oder-Neiße-Linie faktisch als Westgrenze Polens zu, indem beide Länder bekräftigten, dass ihre Grenzen unverletzlich sind. Sie verpflichten sich, keine Gebietsansprüche zu erheben, und bekennen sich zur Gewaltfreiheit im Sinne der Vereinten Nationen. Dabei empfing er unter anderem im Oktober 1973 Bundesaußenminister Walter Scheel. Als Scheel auf die (mehrfach zugesagte) Ausreise der Deutschstämmigen drängte, malte Außenminister Stefan Olszowski die wirtschaftlichen Schwierigkeiten aus, die – vor allem in den Woiwodschaften Oppeln, Kattowitz und Allenstein – durch den Weggang junger Arbeitskräfte entstünden. Um ein Scheitern der Verhandlungen zu vermeiden, gab sich Scheel mit einer formlosen Zusage zufrieden. Er selbst unternahm im Dezember 1973 einen Gegenbesuch in der Bundesrepublik Deutschland. Dabei ließen die sozialliberale Bundesrepublik durchblicken, dass sie zu weiteren finanziellen Leistungen bereit sind – so zu einer pauschalen Abgeltung für Rentenansprüche polnischer Bürger, die während der Besatzungszeit oder als Zwangsarbeiter in deutschen Diensten standen. Außerdem könnte Bonn sich für die Finanzierung von Großprojekten der deutschen Industrie in der Volksrepublik in Höhe von insgesamt sieben Milliarden Mark verbürgen.
Zugleich erfolgte eine Harmonisierung der Beziehungen zum Heiligen Stuhl. Nachdem er im November 1973 Papst Paul VI. einen Besuch abgestattet hatte, besuchte der Vorsitzende des Rates für die öffentlichen Angelegenheiten der Kirche Agostino Casaroli 4. bis 6. Februar 1974 die Volksrepublik Polen.
Die Zahlung von millionenschweren Abfindungen an jüdische Opfer des deutschen nationalsozialistischen Regimes führte wiederum zu Spannungen in den Beziehungen zur BRD. Die Polen konnten nicht verstehen, dass ihr Land, das unter Hitlers Besatzung schreckliche Opfer bringen musste, von Bonn bislang nur rund 100 Millionen Mark Wiedergutmachung für Menschenversuche in NS-Konzentrationslagern erhalten hat, während Israel sowie jene Juden, die Hitlers Gasöfen entkommen konnten, und andere NS-Verfolgte im Westen rund 50 Milliarden Mark erhielten. Nachdem Warschau schon 1974 entgegen seinen Zusagen nicht einmal 8000 Deutsche ausreisen ließ, kam die Aktion im Januar 1975 praktisch zum Erliegen. Mit ihrer harten Haltung hat die polnische Führung immerhin erreicht, die Bonner Spitzenpolitiker in zwei Lager zu spalten. Bundesaußenminister Hans-Dietrich Genscher war bereit, über Entschädigungszahlungen mit sich reden zu lassen, doch stellte er die Bedingung, dass die Polen einhalten müssen, was Außenminister Olszowski 1973 avisiert hatte: innerhalb von drei Jahren, so die AA-Interpretation, dürften 150 000 Deutschstämmige ausreisen. Bei den Verhandlungen zur Unterzeichnung der Schlussakte der Konferenz über Sicherheit und Zusammenarbeit in Europa (KSZE) am 1. August 1975 setzten sich in der Residenz des polnischen Botschafters in Helsinki Bonns Genscher und Olszowski zusammen, um weiter zu verhandeln. Zwei Stunden später kamen im Botschaftsgarten Bundeskanzler Helmut Schmidt und der Erste Sekretär des ZK der PZPR Edward Gierek nach einleitenden Meditationen über den Export polnischer Mastgänse gleichfalls auf das Aussiedler-Problem. Danach trennten sich der Deutsche und der Pole. Erleichtert verkündete der Bundeskanzler die Einigungsformel: Warschau erhält, wie geplant, einen Finanzkredit von einer Milliarde Mark und 1,3 Milliarden Rentenpauschale für allerdings nur 120 000 bis 125 000 Aussiedler, die in den nächsten vier Jahren in die Bundesrepublik kommen. Danach dürfen neue Ausreiseanträge gestellt werden. Der Abschluss der Verträge mit Polen war insbesondere bei der CDU/CSU-Fraktion im Deutschen Bundestag umstritten.

### ZK-Sekretär und Kritik an Parteichef Gierek
Nach Beendigung seiner ersten Amtszeit als Außenminister wurde Olszowski daraufhin im Dezember 1976 erneut Sekretär des ZK der PZPR und übte diese Funktion bis März 1980 aus. In dieser Funktion unternahm er im Mai 1977 eine Reise in die Sowjetunion, wo er sich unter anderem mit dem KPdSU-Generalsekretär Leonid Iljitsch Breschnew traf und über die innenpolitische Krise in Polen berichtete. Moskau, das bisher in der Warschauer Parteiführung auf seinen Vertrauten Ministerpräsident Piotr Jaroszewicz gesetzt hatte, schien sich nach neuen Gesichtern umzusehen: Jaroszewicz hatte sich als Verantwortlicher für die Preiserhöhungen von Juni unmöglich gemacht, Parteichef Gierek seine Popularität weitgehend verloren. Zudem gilt in Moskau – so West-Kommunisten – nicht mehr als sicher, dass es Gierek noch gelingt, seine innenpolitische Krise vor der Belgrader Konferenz geräuschlos beizulegen. In der Folgezeit wuchs die innerparteiliche Kritik an Gierek wie zum Beispiel auf einem ZK-Plenum im Dezember 1978 als der Erste Sekretär des PZPR-Komitees der Woiwodschaft Konin Tadeusz Grabski, der die untragbaren wirtschaftlichen Schwierigkeiten kritisierte. Als Drahtzieher der Kritik wurde in Warschauer Parteikreisen Olszowski genannt, der seit einiger Zeit bemüht war, sich als liberaler Opponent des Parteivorsitzenden zu profilieren.

### August-Streiks 1980
Olszowski war zwischen März und November 1980 kurzzeitig Botschafter in der DDR und nach seiner Rückkehr abermals Sekretär des ZK. Olszowski wurde zeitweise als neuer Erster Sekretär des ZK der PZPR und damit als Nachfolger Giereks gesehen. Allerdings sprach er sich nach den August-Streiks 1980 in Polen im Politbüro zusammen mit Tadeusz Grabski für einen härteren Kurs. Bei einer Gedenkfeier zum Aufstand vom Dezember 1970 in Polen empfing er im Dezember 1980 in Danzig zusammen mit dem Vorsitzenden der Gewerkschaft Solidarność Lech Wałęsa die Heilige Messe durch Franciszek Kardinal Macharski, den Erzbischof von Krakau. Als führender Vertreter der harten Linie in der PZPR wollte er schon seit Anfang Dezember 1980 einen Konfrontationskurs steuern und bewirkte zum Beispiel das Verbot einer öffentlichen Vorführung des Streikfilms Arbeiter 80. Seine Reden war seitdem noch kompromissloser geworden, während der als kompromissbereit geltende neue Erste Sekretär des ZK der PZPR Stanisław Kania sogar in der heißen Frage arbeitsfreier Samstage Fehler der Partei einräumte. Olszowski war der Hauptverantwortliche für die Propaganda-Kampagne gegen weniger Arbeitszeit. Als Politbüromitglied übernahm er die Verantwortung für die Medien, was zu einer deutlichen Restriktion in der Berichterstattung führte. In der Folgezeit war er mit Grabski seit längerem offener Gegner der neuen Gewerkschaften und des gesellschaftspolitischen Arrangements.
Bei den Vorwahlen zum IX. außerordentlichen Parteitag (14.–20. Juli 1981) fand Olszowski, von den Reformfeinden als neuer Parteichef ausersehen, in Warschau eine knappe Mehrheit. Anders als der grobschlächtige Grabski hatte er sich auf das veränderte Klima in der Partei eingestellt. Er sprach bei der Kandidatenkür zwar von der Notwendigkeit, Ruhe und Ordnung im Land wiederherzustellen, gleichzeitig aber auch von notwendigen Wirtschaftsreformen. Danach machte sich Olszowski, bislang entschiedener Reformgegner und Feind der Gewerkschaft Solidarność, in einer staatsmännisch-moderat vorgetragenen Fernsehrede im September 1981 für eine „Einheitsfront aller patriotischen Kräfte zur Rettung des Vaterlandes“ stark – die Solidarność eingeschlossen. Dadurch untermalte er seinen Führungsanspruch gegenüber dem Vize-Ministerpräsidenten Mieczysław Rakowski, der zu diesem Zeitpunkt als Vertreter des Reformflügels galt.
Zugleich war er zwischen 1981 und 1983 Mitglied des Präsidiums des Nationalen Komitees der Nationalen Einheitsfront FJN (Front Jedności Narodu).

### Verhängung des Kriegsrechts 1981
Nach dem IX. außerordentlichen Parteitag und der nachfolgenden Zuspitzung der Krise wuchs jedoch die Macht des früheren Verteidigungsministers Wojciech Jaruzelski, der seit dem 11. Februar 1981 Vorsitzender des Ministerrates war, und schließlich als Nachfolger von Stanisław Kania am 18. Oktober 1981 selbst Erster Sekretär des ZK der PZPR wurde. Kania verlor auch seine Mitgliedschaft im Politbüro des ZK. Kanias Intimfeind Olszowski, der schon immer gegen eine gleichberechtigte Zusammenarbeit mit der Gewerkschaft war, feierte diesen Triumph mit der Ankündigung, dem Parlament liege ein Antrag vor, das Streikrecht der Gewerkschaften wie das Gesetz über die arbeitsfreien Samstage auszusetzen.
Bereits im Herbst 1981 schlug Olszowski, schärfster Gegner der Solidarność, auf einer Parteiversammlung vor, „zum Schutz der Bürger“ sollten Polizei und Militär auf den Straßen gemeinsam Streife gehen – damit war das Kriegsrecht schon vorweggenommen. Trotz der Bereitschaft der Solidarność zu Kompromissen, übernahm in der Nacht vom 12. auf den 13. Dezember 1981 die Polnische Volksarmee samt weiteren Sicherheitsorganen, wie der Bürgermiliz (Milicja Obywatelska) genannten Polizei sowie deren gegen Demonstranten und Streikende zum Einsatz kommenden kasernierten Sondertruppen ZOMO die Macht in Polen. Insgesamt kamen an diesem Tag 70.000 Soldaten und 30.000 Beamte der ZOMO zum Einsatz, um im ganzen Land Kontrollpunkte einzurichten. Mehr als 3000 Personen wurden zudem in Haft genommen, darunter fast die gesamte Führung der Solidarność, viele oppositionell eingestellte Intellektuelle, aber auch einige frühere Spitzenfunktionäre der PVAP, darunter Edward Gierek und Piotr Jaroszewicz. Die Solidarność selbst wurde verboten. Am Sonntag, dem 13. Dezember 1981, strahlte das Fernsehen vom frühen Morgen an stündlich eine zuvor aufgezeichnete Rede Jaruzelskis aus, in der er verkündete, dass ein Militärrat der Nationalen Rettung (Wojskowa Rada Ocalenia Narodowego, WRON) gebildet und das Kriegsrecht über das Land verhängt worden seien.
Nach der Verhängung des Kriegsrecht wurde Olszowski Mitglied des Militärrates der Nationalen Rettung unter Vorsitz von General Jaruzelski, dem ferner Generalmajor Michał Janiszewski, Generalsekretär des Ministerrats, Generaloberst Florian Siwicki, Generalstabschef und Kandidat des Politbüros, Generalleutnant Czesław Kiszczak, Innenminister und ehemaliger Chef des militärischen Abwehrdienstes, Politbüro-Mitglied Kazimierz Barcikowski, Anführer des liberalen Parteiflügels und Autor des Programms für die Parteireform, Mieczysław Rakowski, Vizepremier, ZK-Mitglied und Verhandlungs-Experte mit der Solidarność, sowie der bisherige Wirtschaftsexperte Janusz Obodowski, als Vizepremier zuständig für die Finanzen und den Außenhandel, der bereits Minister für Arbeit war.

### Zweite Amtszeit als Außenminister 1982 bis 1985
Als Nachfolger von Józef Czyrek wurde Olszowski am 21. Juli 1982 erneut Außenminister und bekleidete diesen Ministerposten nunmehr bis zu seiner Ablösung durch Marian Orzechowski am 12. November 1985. Er galt auch in der Zeit des Kriegsrechts als möglicher Nachfolger Jaruzelskis als Erster Sekretär des ZK, insbesondere aufgrund seiner guten Beziehungen zur UdSSR und zur KPdSU. 1983 wurde er ferner Mitglied des Präsidiums der Polnisch-Sowjetischen Freundschaftsgesellschaft (Towarzystwo Przyjaźni Polsko-Radzieckiej). Im November 1985 schied er aus dem Politbüro des ZK aus und wurde auf dem X. Parteitag (29. Juni–3. Juli 1986) auch nicht mehr zum Mitglied des ZK der PZPR gewählt. Als Außenminister befasste er sich wieder zunehmend mit den polnisch-deutschen Beziehungen, um insbesondere finanzielle und wirtschaftliche Hilfen für die Volksrepublik Polen zu erhalten, wenngleich seine harte Haltung zum Scheitern einer geplanten Besuchsreise von Bundesaußenminister Hans-Dietrich Genscher in Polen beitrug.
In seiner Funktion als Mitglied des Politbüros des ZK vertrat Olszowski die Vorstellung, die Stabilität in Polen lasse sich nur durch Polizeiterror und eine repressive Staatsmacht erzwingen. Diesen Kurs vertreten ferner das Politbüro-Mitglied Albin Siwak sowie der ehemalige Innenminister und damaliger ZK-Sekretär Mirosław Milewski, der im Politbüro für Fragen der inneren Sicherheit verantwortlich war. Ferner gehörte neben Tadeusz Grabski, der allerdings nicht mehr dem ZK angehörte und nur noch Leiter der Handelsvertretung in der DDR war, sowie der damalige Botschafter in der Sowjetunion, Stanisław Kociołek.
Auf dem X. Parteitag (29. Juni–3. Juli 1986) wurde er nicht mehr zum Mitglied des ZK gewählt. Kurze Zeit später wanderte er in die USA aus und ließ sich in Eastport nieder.

### Ehrungen und Auszeichnungen
Für seine Verdienste in der Volksrepublik Polen wurde Olszowski mehrfach geehrt und erhielt unter anderem den Orden Banner der Arbeit (Order Sztandaru Pracy) Zweiter Klasse und später Erster Klasse, das Offizierskreuz des Orden Polonia Restituta (Order Odrodzenia Polski), das Verdienstkreuz der Volksrepublik Polen (Krzyż Zasługi) in Silber und Gold sowie 1976 das Großkreuz des Orden des Infanten Dom Henrique verliehen.

## Veröffentlichungen
- Current problems of foreign policy. Information by the Minister for Foreign Affairs of the Polish People's Republic, Stefan Olszowski delivered at the Sejm on February 13, 1984, Warschau 1984
- Current problems of Polish foreign policy. Information by Polish Foreign Minister, Stefan Olszowski, delivered in the Sejm on March 14, 1985, Warschau 1985